# Lampa sodowa

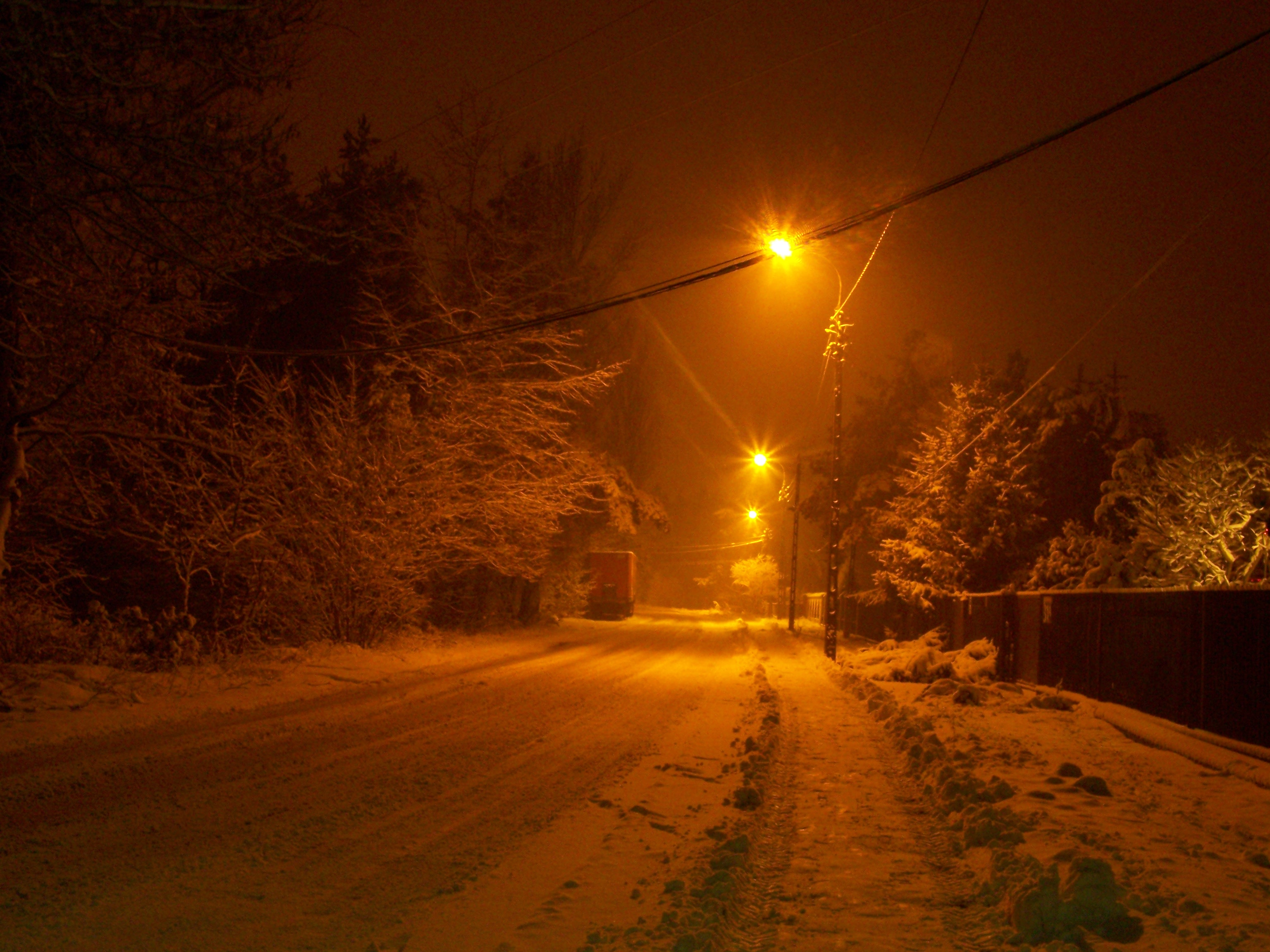
Droga oświetlona wysokoprężnymi lampami sodowymi

Lampa sodowa – lampa wyładowcza, w której środowiskiem wyładowczym są pary sodu. Ze względu na ciśnienie par sodu w jarzniku, dzielone są na nisko- i wysokoprężne. Dają charakterystyczne pomarańczowe światło – długość fali 589,3 nm. Pierwsze lampy sodowe skonstruowano w 1935 roku. Obecnie są powszechnie stosowane w oświetleniu zewnętrznym i uprawie roślin. Ze względu na wysoką skuteczność świetlną i bezpośrednio wynikającą z tego oszczędność energii, praktycznie zastąpiły stosowane wcześniej lampy rtęciowe.

## Niskoprężne lampy sodowe

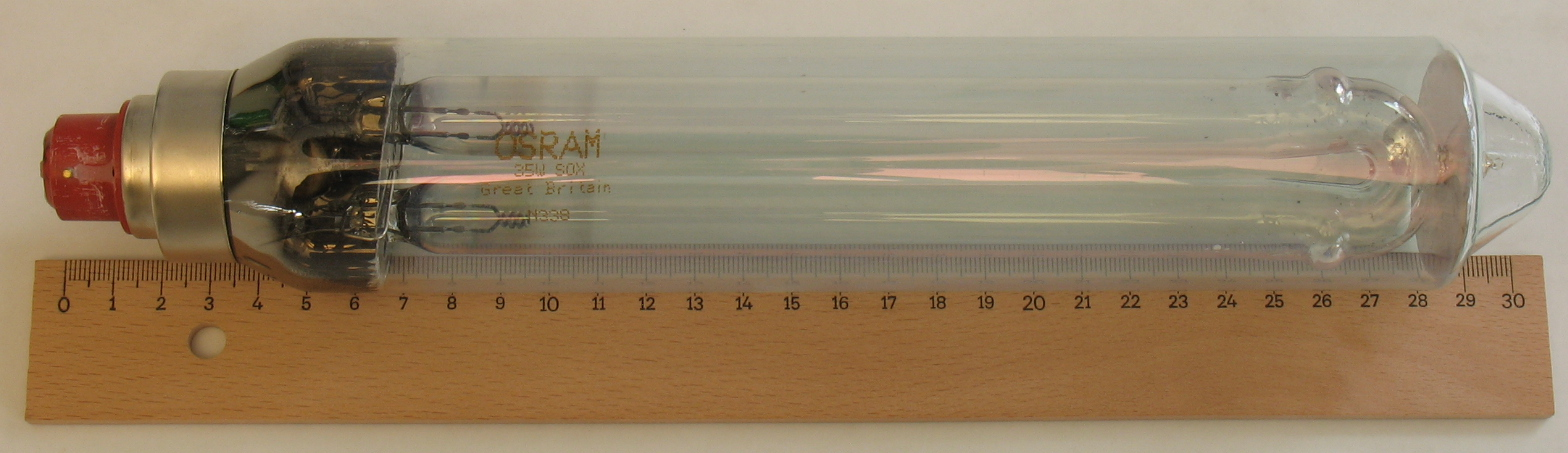
Niskoprężna lampa sodowa o mocy 35 W

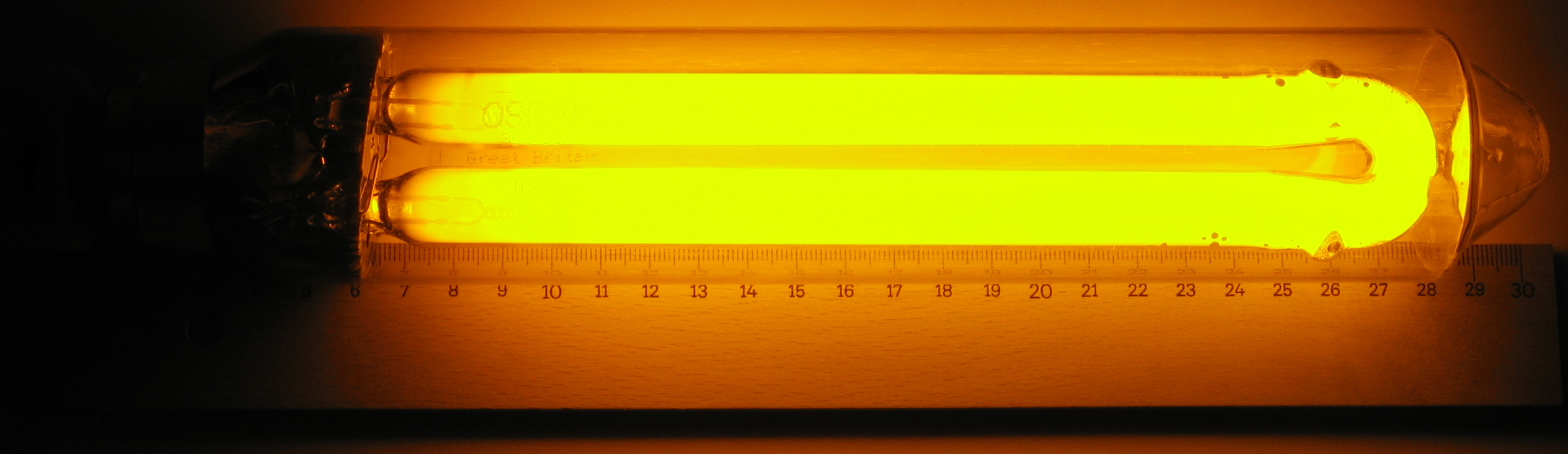
Świecąca niskoprężna lampa sodowa

W niskoprężnych lampach sodowych jarznik jest wykonany z długiej szklanej rury wygiętej w kształt litery U. W jarzniku znajduje się metaliczny sód oraz gaz pomocniczy (mieszanina neonu i argonu).
Do zasilania lamp sodowych niskoprężnych stosuje się najczęściej transformatory o dużej reaktancji rozproszenia, zapewniające wysokie napięcie w czasie zapłonu i ograniczenie jego wartości w czasie normalnej pracy. Po podaniu napięcia na zaciski rozpoczyna się wyładowanie w gazie pomocniczym i dopiero po odparowaniu sodu wyładowanie w parach sodu staje się dominujące. 
Pełną wydajność świetlną uzyskują po kilku minutach.
Obecnie produkuje się lampy o mocy od 18 do 180 W. Osiągają skuteczność świetlną do 206 lm/W, największą spośród praktycznie stosowanych, sztucznych źródeł światła. Emitowane przez nie żółto-pomarańczowe światło o temperaturze barwowej 1800 K, o bardzo złych właściwościach oddawania barw, praktycznie ograniczyło ich zastosowanie do oświetlenia autostrad, dróg szybkiego ruchu i tuneli, przy których nie odbywa się ruch pieszy. Ich trwałość wynosi do 16 tys. godzin.

## Wysokoprężne lampy sodowe

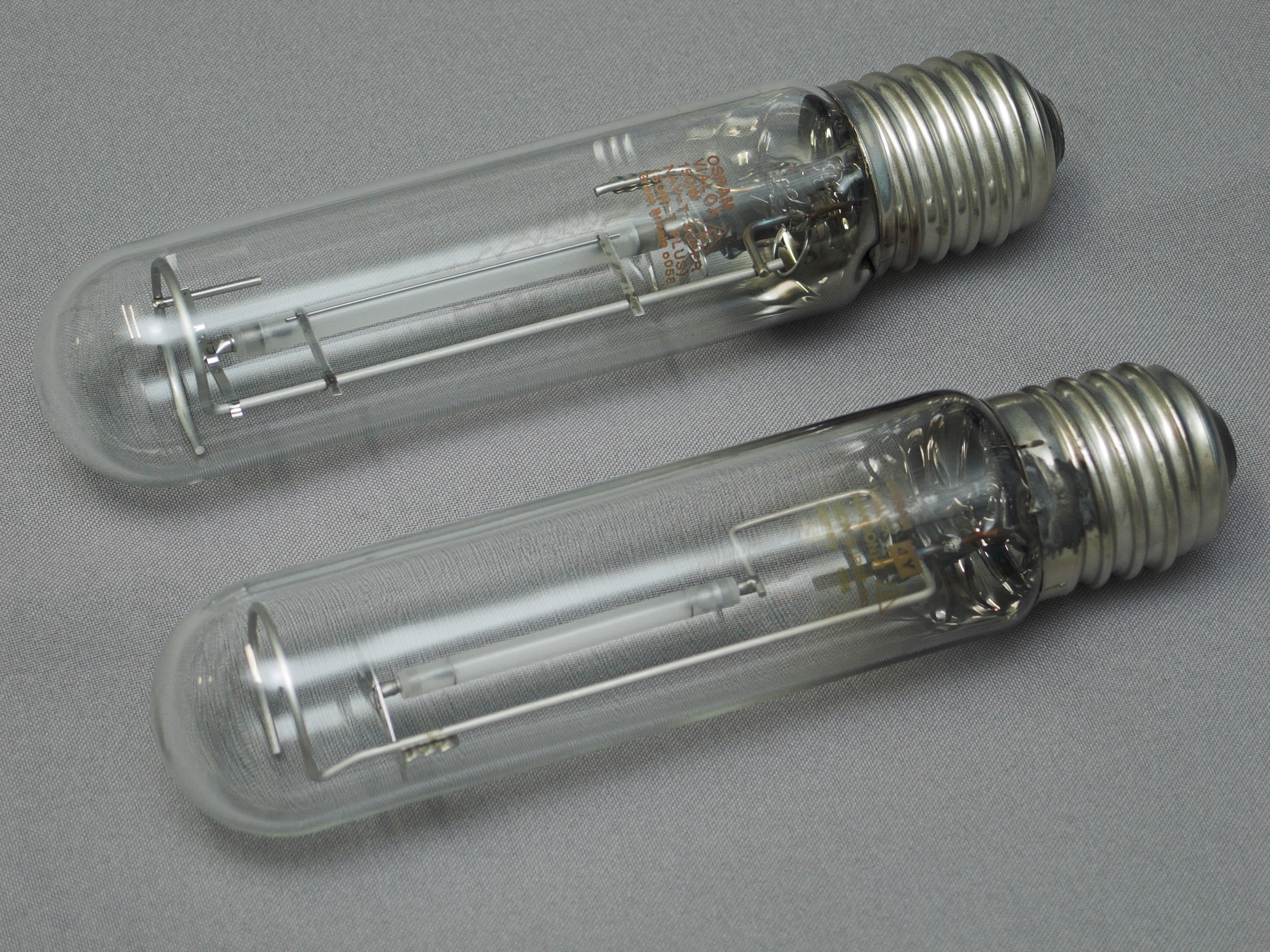
Wysokoprężne lampy sodowe

Lampy sodowe wysokoprężne (Wysokoprężna Lampa Sodowa, WLS) – lampy, w których źródłem światła jest jarznik wykonany zazwyczaj z materiału ceramicznego, zawierający sód, rtęć oraz gaz pomocniczy (ksenon) o ciśnieniu ok. 2 kPa.
Wyładowanie zaczyna się w ksenonie. Dopiero po odparowaniu sodu i rtęci, wyładowanie w parach tych metali jest decydujące w wytwarzaniu strumienia świetlnego. Ciśnienie par metali w czasie pracy wynosi ok. 2 MPa. Ze względu na to, że do zainicjowania wyładowania w ksenonie potrzebne jest wysokie napięcie, konieczne jest stosowanie specjalnych opraw z zapłonnikiem i statecznikiem do ograniczania prądu roboczego.
Lampy te dają światło o barwie 2000 K, postrzeganej jako żółto-złocista lub pomarańczowa. Ich skuteczność świetlna wynosi 68–150 lm/W.
Budowane są o mocy znamionowej od 50 do 1000 W, a ich trwałość, w zależności od ich konstrukcji, wynosi 10–24 tys. godzin.
Dzięki lepszemu oddawaniu barw (wskaźnik oddawania barw mieści się w granicach 22–65) mają szersze zastosowanie od lamp niskoprężnych. W świetle lamp sodowych wzrasta ostrość widzenia w kurzu i we mgle, stąd są one bardzo dobrym źródłem do oświetlania arterii komunikacyjnych, placów fabrycznych i terenów otwartych. Ponieważ widmo lamp sodowych mieści się w zakresie promieniowania czynnego fotosyntetycznie, są one stosowane w uprawie roślin.

## Biała soda
Produkowane są także lampy sodowe o znacznie poprawionej jakości światła. Lampy te określane są potocznie jako „biała soda” – od temperatury barwowej wytwarzanego światła – 2500 K i wysokiego współczynnika odwzorowania kolorów Ra = 85. Wyższą jakość produkowanego światła osiągnięto w nich przez znaczne podniesienie ciśnienia wewnątrz jarznika lampy do 95 kPa, podczas gdy w klasycznych konstrukcjach nie przekracza ono 10 kPa. Konsekwencją tego posunięcia było jednak znaczne obniżenie skuteczności świetlnej, która wynosi od 40 do 51 lm/W. Białą sodę produkuje się w wariantach mocy: 35, 50 oraz 100 W. Ze względu na niską skuteczność świetlną, białą sodę stosuje się niemal wyłącznie do oświetlenia wnętrzowego obiektów handlowych. Szczególnie dobrze sprawdzają się w oświetleniu pieczywa oraz stoisk z mięsem.

## Wady

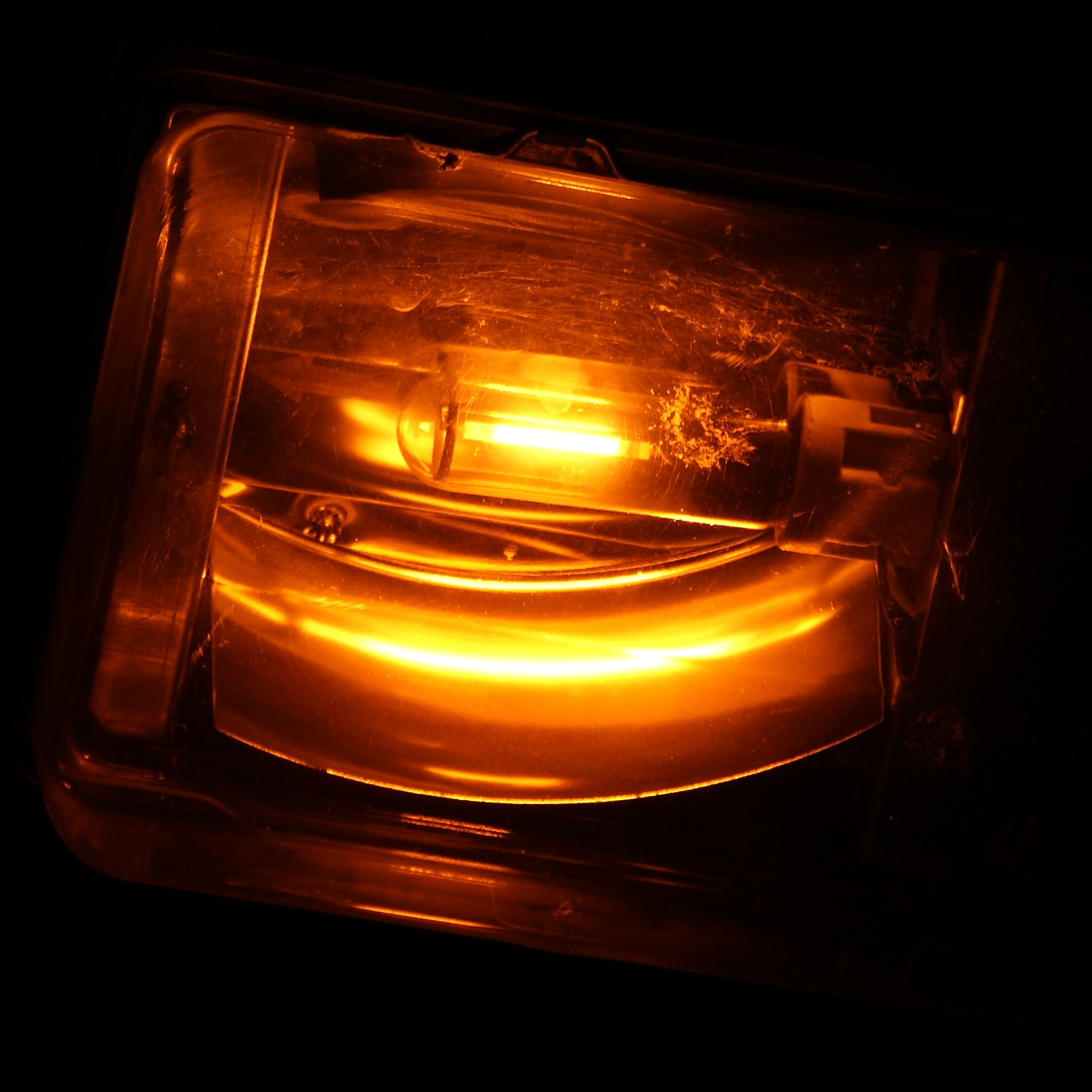
Specyficzna żółta barwa lamp sodowych to jedno z ograniczeń ich zastosowania

Pomarańczowa lub ruda barwa światła lamp sodowych powoduje zafałszowanie kolorów otoczenia i zieleni. Z tego względu oraz dzięki postępowi technologicznemu w produkcji lamp metalohalogenkowych od końca lat 90. XX wieku na świecie obserwuje się stopniową rezygnację z oświetlenia sodowego w zabytkowych obszarach miast, na reprezentacyjnych ulicach oraz w parkach. Instaluje się coraz częściej latarnie ze świecącymi na biało lampami metalohalogenkowymi, które emitują mocniejsze światło i dają bardziej naturalne oświetlenie przypominające światło dzienne, wiernie oddając barwy otoczenia, w tym zieleni i zabytkowych fasad.